# Peter Friedl
Peter Friedl (* 1960 in Oberneukirchen) ist ein österreichischer Konzeptkünstler. Er nahm 1997 an der Documenta X teil und vertrat 1999 Österreich auf der 48. Kunstbiennale in Venedig. Besondere Bekanntheit erlangte er 2007 durch seine Arbeit Zoo Story auf der documenta 12, die eine ausgestopfte Giraffe aus einem palästinensischen Zoo zeigte, die während der Zweiten Intifada zu Tode gekommen war.

## Leben und Werk
Peter Friedl verließ Österreich 1982 im Alter von 22 Jahren. Danach wohnte er unter anderem bei Venedig, in Argentinien, und in Wien.
Seine Arbeiten lassen sich am ehesten der Konzeptkunst zuordnen. Während die Themen seiner Arbeiten durchgängig politisch sind, verweigert er sich einer direkten Haltung zu den aufgeworfenen Fragen. Diese Distanziertheit wird durch den ironischen Ausdruck verstärkt. So brachte Friedl während der Biennale in Venedig 1993 um den Ausstellungsort Giardini Publicci 400 Poster mit der Aufschrift I survived the German Pavilion an. Im deutschen Pavillon war die Installation „Germania“ von Hans Haacke zu sehen, der den Steinboden des Pavillons zertrümmert hatte, und so die Brüchigkeit der deutschen Kultur thematisierte. Der Pavillon war 1938 von Ernst Haiger im neoklassizistischen Stil umgebaut worden. Durch den Gebrauch des Wortes survive, der im englischen Sprachraum im Kontext der NS-Zeit primär für Überlebende des Holocaust reserviert ist, beging Friedl einen subtilen Tabubruch. Der Künstler selbst sah darin nur eine „liebevoll kritische Infragestellung der Haacke-Rechthaberei“.
Der Durchbruch in der Kunstwelt gelang Friedl 1997 mit der Teilnahme an der Documenta mit den Arbeiten Kino und Dummy. Für Kino ließ er an der neuen Ausstellungshalle der documenta am Friedrichsplatz die Leuchtbuchstaben „Kino“ anbringen. Die Installation Dummy befand sich in einem Schaufenster in einer Fußgängerunterführung neben der von Christine Hill betriebenen Volksboutique. Gezeigt wurde ein Video, in dem ein Mann (Friedl selbst) vergeblich versucht, Zigaretten aus einem Automaten zu ziehen. Der Mann wird über seinen Misserfolg wütend, stößt und tritt den Automaten, und wendet sich ab. Ein Junkie, der neben ihm steht, versucht nun vergeblich, den Mann anzuschnorren. Der Junkie wird über seinen Misserfolg wütend und tritt den Mann.
Friedl lebt und arbeitet in Berlin, gibt jedoch seinen Wohnort seit einigen Jahren als „in situ“ an.

## Ausstellungen

### Einzelausstellungen (Auswahl)
- 2008: Peter Friedl – Working, Kunsthalle Basel.[3][4]
- 2006: Peter Friedl – Work 1964–2006, MACBA, Barcelona.[5] Die Ausstellung wurde auch im Miami Art Central und im Musée d'Art Contemporain de Marseille gezeigt.
- 2004: Peter Friedl – Out of the Shadows, Witte de With, Rotterdam.[6]
- 2004: Peter Friedl: Four or Five Roses, Frankfurter Kunstverein, Frankfurt am Main.[7]
- 2002: Peter Friedl, Gesellschaft für Aktuelle Kunst, Bremen.[8] Die Ausstellung wurde auch in Luxemburg[9] und Kapstadt[10] gezeigt.
- 1999: Peter Friedl, Neuer Berliner Kunstverein (NBK).[11]
- 1994: Peter Friedl – Zeichnungen, Museum Moderner Kunst, Passau.[12]

### Teilnahme an Gruppenausstellungen (Auswahl)
- 2017 documenta 14, Kassel
- 2008: Vertrautes Terrain – Aktuelle Kunst in und über Deutschland, ZKM, Karlsruhe.[13]
- 2008: Bildpolitiken, Salzburger Kunstverein, Salzburg.[14]
- 2007: documenta 12, Kassel. Gezeigt wurde die Arbeit The Zoo Story, die Video-Installation Tiger oder Löwe und Kinderzeichnungen von Friedl aus den Jahren 1964–1972.[15]
- 2007: A theatre without theatre, MACBA, Barcelona[16] und Berardo Museum, Lissabon.[17]
- 2006: 2. Internationale Biennale für Zeitgenössische Kunst, Sevilla.[18]
- 2006: play station, Sprengel Museum, Hannover.[19]
- 2005: Zur Vorstellung des Terrors: Die RAF-Ausstellung, Kunst-Werke Berlin.[20]
- 2004–2005: DIE REGIERUNG – How do we want to be governed?, gezeigt im MACBA, Barcelona,[21] danach im Miami Art Central, Miami,[22] in der Wiener Secession, Wien,[23] und im Witte de With, Rotterdam.[24]
- 2004: Sommerfrische. Künstlervideos mit Esprit, Hamburger Kunsthalle.[25]
- 2003: Formen der Organisation, gezeigt an der HGB Leipzig[26] und im Kunstraum der Universität Lüneburg.[27]
- 2003: based upon TRUE STORIES, Witte de With, Rotterdam.[28]
- 2002: non-places, Frankfurter Kunstverein, Frankfurt am Main.[29]
- 2002: Malerei ohne Malerei, Museum der bildenden Künste, Leipzig.[30]
- 2000–2001: Au-delà du spectacle / Let´s Entertain / Kunst Macht Spaß, gezeigt im Centre Pompidou, Paris,[31] im Walker Art Center, Minneapolis, im Kunstmuseum Wolfsburg, sowie in Miami und Portland.
- 2000: Play – use, Witte de With, Rotterdam.[32]
- 2000: gouvernementalität, Alte Kestner Gesellschaft, Hannover.[33]
- 2000: Dinge, die wir nicht verstehen. Generali Foundation, Wien.[34]
- 1999: Österreichischer Pavillon, 48. Biennale di Venezia, Venedig.
- 1999: Rosa für Jungs Hellblau für Mädchen, NGBK, Berlin.[35]
- 1998: Do all Oceans have walls?, Gesellschaft für Aktuelle Kunst, Bremen.[36]
- 1997: Documenta X, Kassel.